# Amadeo Bordiga
 (avril 2025).
Si vous disposez d'ouvrages ou d'articles de référence ou si vous connaissez des sites web de qualité traitant du thème abordé ici, merci de compléter l'article en donnant les références utiles à sa vérifiabilité et en les liant à la section « Notes et références ».
Amadeo Bordiga, né le 13 juin 1889 à Resina (aujourd'hui Ercolano), dans la province de Naples en Campanie (Italie), et mort le 23 juillet 1970 à Formia, dans la province de Latina dans le Latium, est un dirigeant révolutionnaire et théoricien marxiste italien du XXe siècle.
Il est l’un des fondateurs du Parti communiste d'Italie. Après son exclusion de l'Internationale communiste, il anime différents partis communistes opposés à la ligne stalinienne. Le courant se réclamant de ses idées est connu sous le nom de bordiguisme.

## Biographie

### Origines et formation
Amadeo Bordiga naît le 13 juin 1889. Sa formation revêt un caractère scientifique. Son père Oreste, d’origine piémontaise, est un spécialiste d’agronomie, dont l’autorité est particulièrement reconnue en matière de problèmes agraires séculaires du Mezzogiorno italien. Son oncle paternel, Giovanni, est mathématicien, expert en géométrie projective, enseignant à l’université de Padoue, militant du radicalisme risorgimental tardif ; passionné d’art, il fonde avec d’autres la Biennale de Venise.
Sa mère, Zaira degli Amadei, descend d’une antique famille florentine, et le grand-père maternel a été conspirateur dans les luttes du Risorgimento. L’ambiance familiale est donc fondamentale dans la formation du jeune révolutionnaire, qui sut fondre la science et l’art, comme il le déclare en 1960 à propos de l’ensemble du mouvement révolutionnaire.
Bordiga sort diplômé de l’École polytechnique de Naples en 1912. Il a déjà rencontré le mouvement socialiste au lycée, à travers son professeur de physique, et en 1910 il adhère au Parti socialiste italien (PSI).

### Ascension et exclusion de l'Internationale communiste

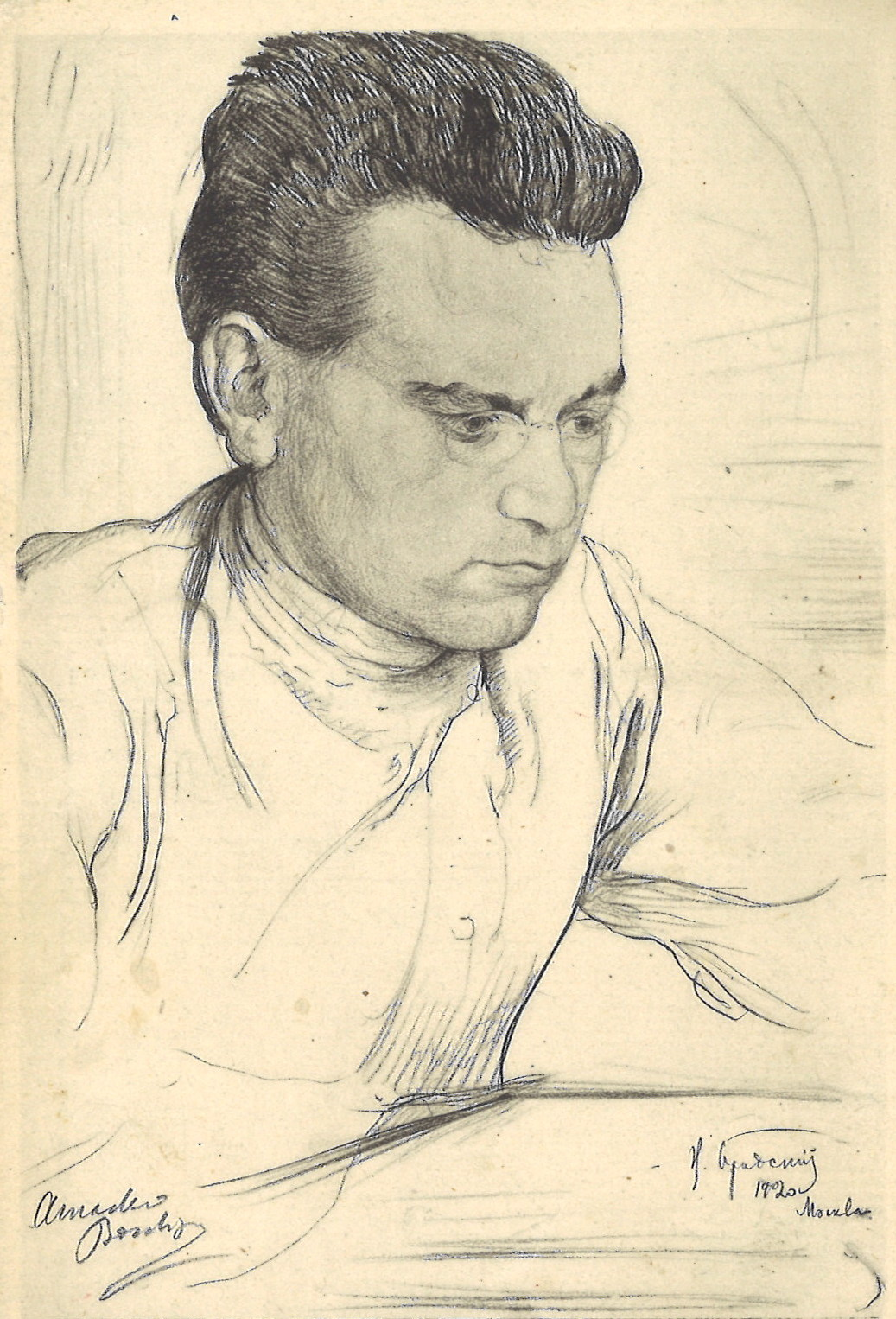
Amadeo Bordiga par Isaak Brodsky (1920).

En 1918, il fonde le journal Il Soviet, organe du PSI. En 1921, il est parmi les plus fervents fondateurs du  Parti communiste d'Italie (PCd'I), section italienne de la IIIe Internationale — le PCd'I prend le nom de Parti communiste italien en 1943 — et en devient le principal animateur jusqu'en 1923 ; sa tendance y est majoritaire jusqu'à ce qu'elle soit bureaucratiquement écartée par l'Internationale communiste (IC) en 1925. De 1924 à 1927 (la gauche du parti reste majoritaire malgré les menées de Zinoviev jusqu'en 1926, cf. son histoire de la Gauche communiste italienne en 4 tomes), il lutte contre la « dégénérescence » de l'Internationale, sur des positions proches de celles de Trotski et des Oppositionnels (contre la stalinisation des PC et de l'IC), ainsi que des gauches communistes allemandes (notamment celles de Karl Korsch).
À la fin des années 1920, Bordiga, complètement brouillé avec le Komintern, reste le dernier des dirigeants de l'Internationale ayant traité Staline de traître en face encore vivant pour le raconter.
Il est exclu du PCd'I en 1930 pour s'être opposé à la ligne stalinienne de l'IC. Il a toujours défendu l'idée que l'antifascisme était une arme de la bourgeoisie contre la classe ouvrière. Pour lui, la bourgeoisie, qu'elle soit fasciste ou antifasciste, était toujours à combattre quelle que soit sa forme ou sa couleur politique du moment. Arrêté, il est condamné par le régime de Mussolini à l'exil sur l'île d'Ustica. À son retour d'exil au début des années 1930, il cesse toute activité politique jusqu'en 1944. Il défend, durant cette période, l'idée que la bourgeoisie mène le monde à la deuxième guerre impérialiste mondiale et qu'il est nécessaire de faire un bilan des années passées pour pouvoir repartir au combat dans une période redevenue favorable à la classe ouvrière.

### Après-guerre
Il rejoint le Parti communiste internationaliste d'Onorato Damen en 1949, avant de le quitter en 1952 pour fonder le Parti communiste international.
Le Parti communiste italien d'après-guerre ayant choisi comme philosophe principal Antonio Gramsci, Bordiga est effacé des premières éditions des Lettres de prison, où il apparaît pourtant 18 fois. L'élimination des mentions de Bordiga dans la correspondance gramscienne participe à l'oubli partiel du philosophe dans l'Italie d'après guerre, de l'amitié qu'il entretenait avec Gramsci mais aussi de son rôle lors de la création du Parti communiste.
Bordiga dénonce l'imposture stalinienne qui a fait selon lui de l'Union soviétique un régime capitaliste. Bordiga reste un marxiste orthodoxe et se reconnaît dans la position de Lénine sur la question du parti. Sa position sur les syndicats se rapproche également de la position léniniste : 

« […] dès lors que le rapport numérique concret entre ses membres, ses sympathisants, et les syndiqués d'une branche donnée sera d'une certaine importance, et à condition que cette organisation n'ait pas exclu jusqu'à la dernière possibilité virtuelle et statutaire d'y mener une activité autonome de classe, le parti entreprendra d'y pénétrer et s'efforcera d'en conquérir la direction. »

Il défend l'idée de « l'invariance » du marxisme contre tous « les modernisateurs » au cours des années 1960.
La paternité du texte Auschwitz ou le grand alibi lui a parfois été attribuée. Publié en avril 1960 dans Programme communiste, ce texte anonyme réduit l'explication du génocide juif à de seuls facteurs strictement socio-économiques, au nom du matérialisme historique, et en fait l'alibi utilisé par les régimes capitalistes après guerre pour restaurer leur légitimité au nom de l'antifascisme. Repris par la mouvance d'ultra-gauche française de la Vieille Taupe en 1970, puis republié cette fois par le Parti communiste international en 1979 à la suite de l'affaire Darquier de Pellepoix, il est considéré comme l'un des textes initiateurs du négationnisme d'extrême-gauche, bien qu'il ne nie lui-même aucune des réalités du génocide . Cependant, selon un article publié en 2010 par Le Prolétaire, organe du Parti communiste international, l'auteur en serait en fait Martin Axelrad, un militant bordiguiste français et d'origine juive.
Amadeo Bordiga meurt en juillet 1970. Il est enterré dans le petit cimetière de Castellonorato sur la commune de Formia.

### Séparation de 1952 entre la tendance de Bordiga et de Damen au sein de la gauche communiste italienne
Au sein de la gauche communiste italienne, Amadeo Bordiga et Onorato Damen y ont porté des courants assez opposés. Ces oppositions engendreront une scission au sein du Parti Communiste Internationaliste italien en 1952:
- Le PCI - Battaglia comunista, dirigé par Onorato Damen, est favorable à la présentation aux élections. Onorato Damen meurt en 1979. En 1984, le Parti communiste internationaliste fonde une nouvelle internationale : le Bureau international pour le parti révolutionnaire (BIPR) qui devient la Tendance communiste internationaliste en 2009.
- Le PCI - Il Programma comunista, constitué autour d'Amadeo Bordiga (qui a rejoint le parti au début des années cinquante sans formellement s'y inscrire[11]) et de Bruno Maffi, est opposé : ce groupe va alors prendre le nom de Parti communiste international et publier en français la revue Programme communiste. Ce courant se disperse en plusieurs groupes au début des années 1980.

Des différences stratégiques et philosophiques sont ainsi visible entre Amadeo Bordiga (bordiguisme) et Onorato Damen (damenisme) au sein de la gauche communiste italienne :
| Différences entre le bordiguisme et le damenisme | Différences entre le bordiguisme et le damenisme | Différences entre le bordiguisme et le damenisme |
| Thème                                            | Amadeo Bordiga | Onorato Damen |
| ------------------------------------------------ | --- | --- |
| Rôle du parti communiste                         | Le parti comme gardien du programme communiste, avec une position de quasi-"invariance" doctrinale. Il s’agit d’une conception léniniste du parti très rigide et descendante où toute l’activité est impulsée par le centre qui détiendrait la justesse théorique. Plutôt qu'un "centralisme démocratique", le bordiguisme prône un "centralisme organique".                                                                          | Le parti comme instrument actif de l’intervention révolutionnaire, devant s’engager dans les luttes de la classe ouvrière. Le parti ne doit pas s'identifier à l'État de transition. Le prolétariat ne doit pas déléguer son rôle historique à d'autres ou transférer son pouvoir à d'autres - même pas à son propre parti politique. |
| Théorie de l'"invariance"                        | Centrale. Le programme communiste ne doit pas varier. Toute adaptation est perçue comme une trahison. Pour les bordiguistes, le corps de doctrine marxiste n’a pas à être révisé ou enrichi à la lumière des événements. La doctrine authentique été consigné une fois pour toutes en 1848 dans le Manifeste du parti communiste de Marx et correctement développé jusqu'au troisième congrès de l'Internationale communiste en 1921. | Rejette cette idée. Le marxisme est vu par Damen comme un outil vivant, qui nécessite une interprétation dialectique et changeante de la réalité historique. |
| Rapport à la classe ouvrière                     | Hiérarchique : le parti d'avant-garde éclaire, mais ne se dilue pas dans les mouvements immédiats. | Lié directement aux luttes concrètes du prolétariat. La pratique révolutionnaire passe par un lien organique avec la classe ouvrière. |
| Tactique et/ou principe                          | Bordiga est hostile à toute tactique de type « opportuniste » (par exemple : participation électorale, alliances temporaires). | Onorato Damen critique l’opportunisme, mais reste plus souple tactiquement, notamment sur l’agitation ouvrière. |
| Stalinisme et Trotskysme                         | Rejette les deux. L'URSS est perçue comme du capitalisme d'état (ou "industrialisme d'Etat"). | Rejette les deux. L'URSS est perçue comme du capitalisme d'état. Damen reproche à Bordiga de ne pas être assez clair et radical dans son analyse sur la nature économique de l'Union Soviétique. |

## Œuvres
- Structure économique et sociale de la Russie d'aujourd'hui, 1956
- Traduction partielle : Développement des rapports de production après la révolution russe, Cahiers Spartacus, Paris.
- Histoire de la Gauche communiste ou sinistra comunista italiana, 1964, 5 tomes.
- Russie et révolution dans la théorie marxiste, Cahiers Spartacus, Paris, 1978, 511 p.
- Bordiga et la passion du communisme, Camatte, Cahiers Spartacus, Paris, 1974, 232 p.
- Dialogue avec Staline, Éditions Programme.
- Dialogue avec les morts, Éditions Programme.
- Espèce humaine et croûte terrestre, Payot - Pbp, Paris, 1978, 219 p.
- Facteurs de races et de nation dans la théorie marxiste, Éditions programme, 1978.